# (7393) Luginbuhl
(7393) Luginbuhl ist ein Asteroid des inneren Hauptgürtels. Er wurde am 28. September 1984 vom US-amerikanischen Astronomen Brian A. Skiff an der Anderson Mesa Station (IAU-Code 688) des Lowell-Observatoriums in Anderson Mesa im Coconino County in Arizona entdeckt.
Der Asteroid wurde am 28. September 1999 nach dem US-amerikanischen Astronomen Christian B. Luginbuhl (* 1955) benannt, der seit 1981 Mitarbeiter der U. S. Naval Observatory Flagstaff Station (USNOFS) ist.